# Ninotchka
Ninotchka es una película estadounidense del género de comedia producida y dirigida por Ernst Lubitsch para la Metro-Goldwyn-Mayer, con Greta Garbo y Melvyn Douglas como actores principales y estrenada en 1939. 
Tuvo cuatro candidaturas a los Oscar: mejor película, mejor actriz principal, mejor guion y mejor argumento.

## Argumento

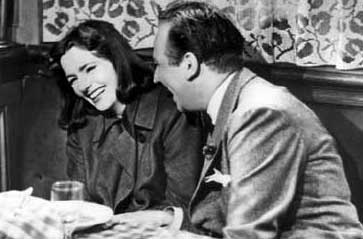
Greta Garbo como Ninotchka junto a Melvyn Douglas como el conde d'Algou.

Tres representantes del gobierno de la URSS (Iranoff (Sig Ruman), Buljanoff (Felix Bressart) y Kopalski (Alexander Granach) llegan a París con la intención de vender unas joyas pertenecientes a la Gran Duquesa. Tras conocer la noticia, la Gran Duquesa les envía a su amante y bon vivant el conde d'Algou, que les muestra las ventajas y los placeres del capitalismo. 
Sin noticias alentadoras de París, Moscú decide enviar una persona para averiguar la razón de que la venta no avance. La enviada especial será Nina Ivanovna Yakushova (Ninotchka), convencida comunista, práctica, pragmática y analítica.
Casualmente, una tarde conoce al conde, que se siente fascinado por ella sin saber que ella es el enemigo. Poco a poco, el conde va derritiendo la frialdad de Ninotchka, y ambos se enamoran.

## Reparto
- Greta Garbo como Ninotchka.

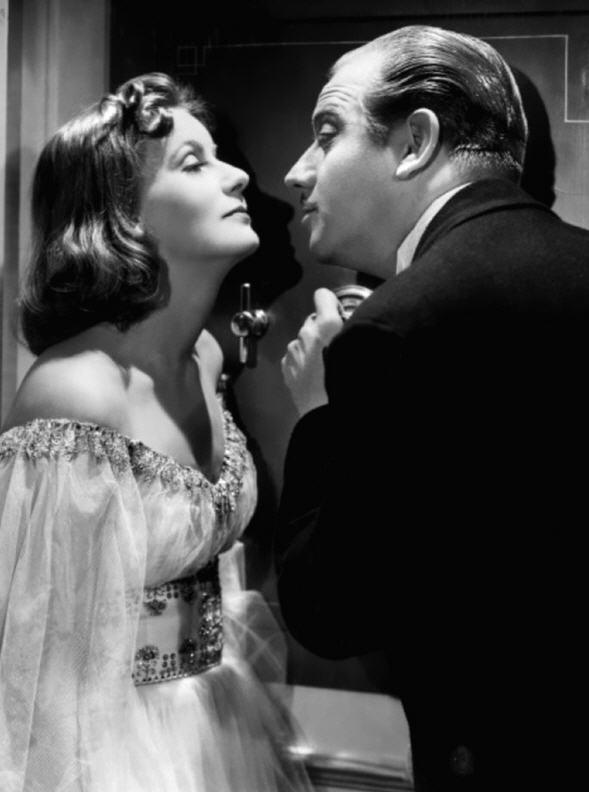
Ninotchka y el conde en una foto publicitaria

- Melvyn Douglas como el conde d'Algou.
- Ina Claire como la gran duquesa Swana.
- Béla Lugosi como el comisario Razinin.
- Sig Ruman como Iranoff.
- Felix Bressart como Buljanoff.
- Alexander Granach como Kopalski.
- Rolfe Sedan como el director del hotel.
- Richard Carle como Gaston.

## Comentarios
Este film alberga una de las más memorables actuaciones de Greta Garbo y además se distingue por mostrar escenas de la actriz riendo y bromeando, situación que escapa a la línea actoral rígida e inmutable de otros films en que participó.

## Premios y nominaciones
National Board of Review
| Año  | Reconocimiento                | Resultado |
| ---- | ----------------------------- | --------- |
| 1939 | Diez películas más destacadas | Incluida  |

## Versiones posteriores
- La bella de Moscú (1957)
- The Iron Petticoat (1956)